# David Dorfman
David Benjamin Douglas Dorfman (7 de Fevereiro de 1993) é um ator norte-americano.
O seu papel mais notável foi como Aidan Keller no filme de horror de 2002 'O Chamado', e a sua continuação de 2005 'O Chamado dois'. Participou da refilmagem do filme Massacre da serra elétrica em 2003, interpretando o garoto Jedidiah. Ele também apareceu no filme Pânico em 2000 como Sammy. Muitas crianças, entretanto, lembram-se dele como o caráter querido "Charles Wallace Murry" na versão de filme de uma Dobra a tempo. Em 2008, Dorfman pareceu no filme Drillbit Taylor.

## Trabalhos
- Zombie Roadkill (2010) como Simonalhos.
- Drillbit Taylor (2008) como Emmit Oosterhaus.
- Ghost Whisperer (série de televisão) como Daniel Greene (2006,um episódio).
- Joan de Arcadia (série de televisão) como Rocky Tardio (2003-2005,3 episódios).
- O Chamado 2 (2005) como Aidan Keller.
- The Texas Chain Saw Massacre (2003) como Jedidiah.
- Crimes de um Detetive (2003) como Dan Dark Jovem.
- A Regra (2002) de 100 milhas como Andrew Davis.
- O Chamado (2002) como Aidan Keller.
- Lei de Família (série de televisão como Rupie Holt,1999-2002, 20 episódios).
- Ally McBeal (série de televisão como Sammy Paul (2001, um episódio).
- Pulo (2000) como Joey Janello.
- Pânico (2000) como Sammy.
- Tempo da Minha Vida (série de televisão como Criança (1999,um episódio).
- Criança Invisível (1999) como a Criança Invisível.